# Faecalibacterium prausnitzii
Faecalibacterium prausnitzii ist eine Bakterienart. Sie kommt im Darm von Menschen und anderen Säugetieren vor und wird für den Einsatz als Probiotikum untersucht.

## Merkmale
Die Zellen sind stäbchenförmig mit einer Breite von 0,5–0,8 µm und Länge von 2,0–14,0 µm. Manchmal sind sie auch wie eine Sanduhr geformt. Sie treten hauptsächlich einzeln auf. Sporen werden nicht gebildet. Die Gram-Färbung verläuft meist negativ. Die Zellen sind unbeweglich.

## Stoffwechsel
Faecalibacterium prausnitzii toleriert keinen Sauerstoff, ist also streng anaerob. Des Weiteren ist die Art chemoorganotrop, es benötigt organische Verbindungen für das Wachstum. Es nutzt hierbei die Gärung (Fermentation) von Kohlenhydraten, Fruktose, Glukose und Stärke als Energiequelle. Acetat wirkt während des Wachstums auf Kohlenhydraten stark fördernd.
Durch die Fermentation von Glukose mit Acetat (Essigsäure) bildet es Butyrat (Buttersäure), Formiat (Ameisensäure) und D-Laktat.

## Mögliche klinische Nutzung
Faecalibacterium prausnitzii wurde aus menschlichen und tierischen Fäkalien isoliert und kommt im Darmtrakt vor. Es wird inzwischen allgemein angenommen, dass
F. prausnitzii etwa 5 % der gesamten fäkalen Mikrobiota gesunder Erwachsener ausmacht, doch kann dieser Anteil auf etwa 15 % bei einigen Personen ansteigen.
Veränderungen in der Häufigkeit von F. prausnitzii wurden mit mehreren menschlichen Erkrankungen in Verbindung gebracht und F. prausnitzii wird in Bezug auf probiotische Eigenschaften untersucht. Zu den verschiedenen Krankheiten, bei denen Faecalibacterium prausnitzii eine Rolle bei der Diagnose oder als Probiotikum spielen könnte, zählen Kolitis, Morbus Crohn, Reizdarmsyndrom, Diabetes mellitus und Adipositas. So können Variationen in der Häufigkeit von F. prausnitzii als Biomarker für die Darmgesundheit dienen. Zum Beispiel können niedrige F. prausnitzii-Werte das Risiko eines Morbus Crohn vorhersagen. Des Weiteren wurde bei Patienten mit Zöliakie im Ileum (Krummdarm) ein Mangel von F. prausnitzii festgestellt, der mit dem Risiko eines postoperativen Rezidivs (also das Wiederauftreten einer Krankheit oder eines Symptoms nach einer Operation) verbunden ist. Auch das Mikrobiom von Patienten mit Diabetes enthält geringere Mengen an Faecalibacterium prausnitzii als bei gesunden Menschen. F. prausnitzii kann sich somit für diagnostische Tests eigenen.
Einige Behandlungen von entzündlichen Darmkrankheiten wirken sich positiv auf den F. prausnitzii-Spiegel aus, was auf seine potenzielle Rolle für die Gesundheit hinweist.
Faecalibacterium prausnitzii bildet Butyrat (Buttersäure) als Stoffwechselprodukt. Diese Verbindung zählt zu den kurzkettigen Fettsäuren (englisch: "Short chain fatty acids", SCFAs). Kurzkettige Fettsäuren sind wichtig für verschiedene physiologische Prozesse im Körper. Butyrat dient nicht nur als Energielieferant für die Darmzellen (Kolonozyten), sondern reduziert auch Entzündungen, Karzinogenese und oxidativen Stress und verbessert die Integrität der Darmbarriere. F. prausnitzii ist hierbei ein wichtiger Butyratproduzent mit nachgewiesener entzündungshemmender Wirkung. Die Regulierung seines Vorkommens bei Patienten könnte somit gute therapeutische Anwendungen bieten.

## Systematik
Die Zellen von Faecalibacterium prausnitzii reagieren in der Regel bei der Gramfärbung negativ und die Art wurde früher der Gattung Fusobacterium zugeordnet. Die Stämme sind jedoch phylogenetisch nicht mit den echten Fusobacterium-Arten verwandt, sondern bilden eine eigene Gruppe innerhalb des Clostridien-Clusters IV (auch als Clostridium leptum-Cluster bezeichnet) auf der Grundlage von 16S rRNA-Sequenzen. Die Gattung wurde dann zu der Familie Ruminococcaceae gestellt, diese Familie wurde später aufgelöst und die Gattungen zu der Familie Oscillospiraceae gestellt.
Faecalibacterium prausnitzii wurde zuerst von Hauduroy und Mitarbeitern im Jahr 1937 beschrieben, damals noch als "Bacteroides praussnitzii". Später wurde zu der Gattung Fusobacterium gestellt und schließlich  im Jahr 2002 von Sylvia H. Duncan und Mitarbeitern zu der neu aufgestellten Gattung Faecalibacterium transferiert. In dieser Gattung waren im November 2024 sieben Arten mit einem gültig veröffentlichten Namen enthalten.

## Namensherkunft
Der Gattungsname Faecalibacterium weist auf das Vorkommend im Dickdarm hin und der Artname F. prausnitzii wurde zu Ehren des dem Bakteriologen C. Prausnitz, der diesen Organismus erstmals isolierte, gewählt.